# Schwetzochromis neodon
Schwetzochromis neodon är en fiskart som beskrevs av Poll, 1948. Schwetzochromis neodon ingår i släktet Schwetzochromis och familjen Cichlidae. IUCN kategoriserar arten globalt som livskraftig. Inga underarter finns listade i Catalogue of Life.